# Church Manufacturing Company

Murray von 1902 in London

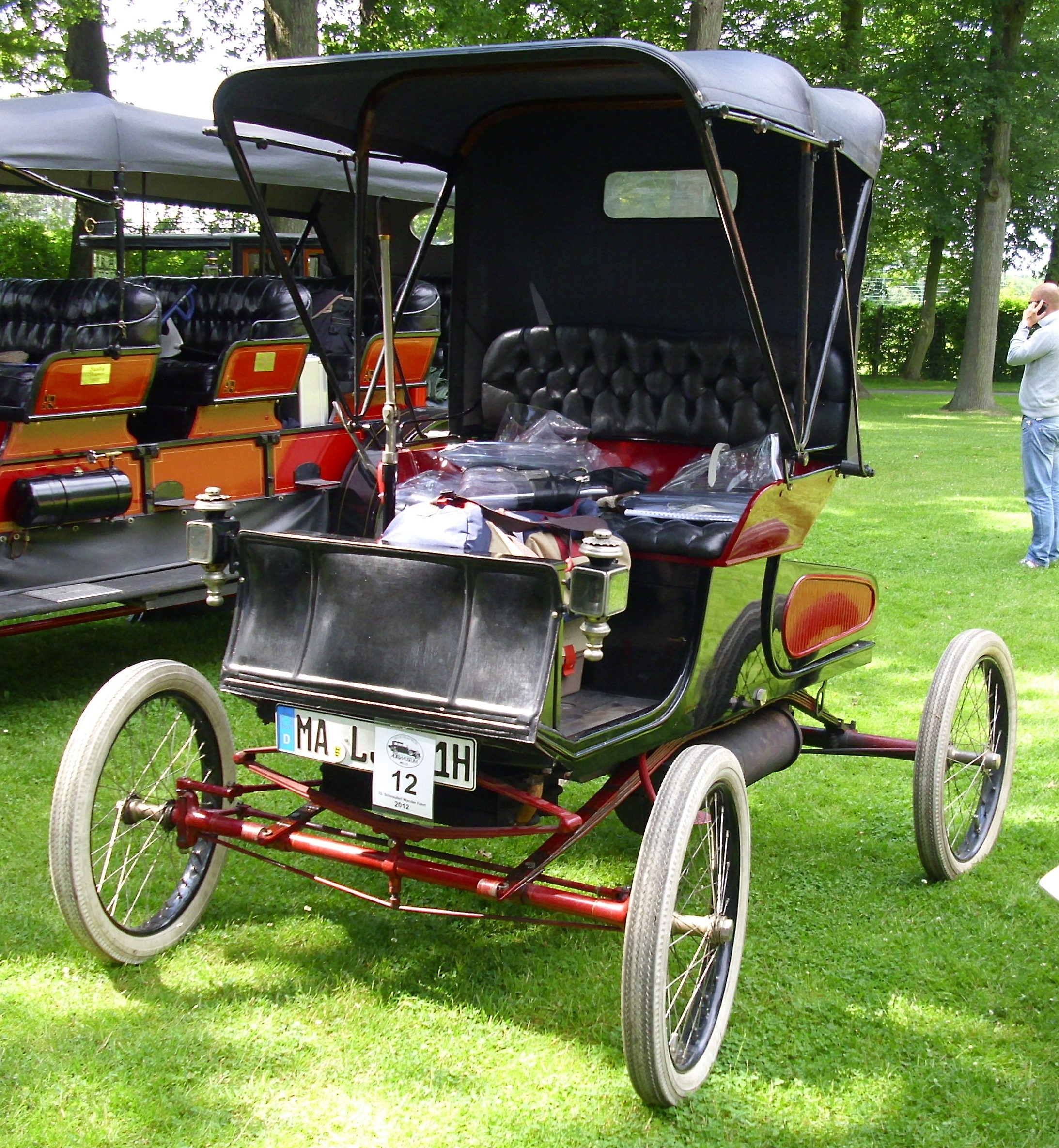
Murray von 1902

Lenawee von 1904

Seitenansicht

Church Manufacturing Company war ein US-amerikanischer Hersteller von Zäunen und Automobilen.

## Unternehmensgeschichte
Das Unternehmen wurde 1891 in Adrian in Michigan gegründet. Es stellte Wasserpumpen und später auch Ottomotoren her. 1901 war Walter Clement Präsident. Er stellte Willis Grant Murray ein, der bei Oldsmobile Erfahrungen im Automobilbau gesammelt hatte. Anfang 1902 war der erste Prototyp fertig. Er wurde im März 1902 auf der Chicago Automobile Show präsentiert. Im April 1902 begann die Serienproduktion von Automobilen. Der Markenname lautete Murray. Im September 1902 wurde Murray entlassen. Das Unternehmen stellte Anfang 1903 vorübergehend die Fahrzeugproduktion ein. Laut einer Quelle entstanden 225 Murray, von denen noch vier existieren. Eine andere Quelle gibt an, dass das letzte Fahrzeug die Auftragsnummer 132 trug, und schließt daraus, dass 132 Murray gefertigt wurden.
Wenig später wurde die Produktion fortgesetzt. Der Markenname lautete nun Church. Das galt bis Ende 1903.
1904 kam ein neues Modell auf den Markt. Konstrukteur war Andrew Bachle. Als Markenname wurde nun Lenawee gewählt, nach dem Lenawee County. Zum Jahresende 1904 endete die Serienproduktion. Einzelne Fahrzeuge wurden 1905 aus vorhandenen Teilen gefertigt. Insgesamt entstanden 12 oder etwa 15 Lenawee-Fahrzeuge, von denen eines noch existiert.
Das letzte Fahrzeug wurde Wilcox-Bachle genannt. Es war eine Zusammenarbeit von Bachle mit einem Herrn Wilcox. Im Januar 1905 begannen die Arbeiten. Die erste Probefahrt fand am 15. April 1905 statt. Das Fahrzeug blieb ein Einzelstück.
Im gleichen Jahr wurde die Fahrzeugproduktion eingestellt. 1906 übernahm die Page Woven Wire Fence Company das Werk. Zäune entstanden noch bis 1926. In dem Jahr wurde das Unternehmen aufgelöst. Walter Clement leitete es bis zum Schluss.

## Fahrzeuge

### Markenname Murray
Die Fahrzeugen ähnelten technisch dem Oldsmobile Curved Dash, allerdings ohne die gewölbte Front. Der Einzylindermotor leistete 14 PS. Der Aufbau war ein Runabout. Der Neupreis betrug 600 US-Dollar.

### Markenname Church
Es sind keine Änderungen zum vorherigen Murray bekannt.

### Markenname Lenawee
Dieses Modell hatte ebenfalls einen Einzylindermotor. Es war als Tourenwagen mit fünf Sitzen karosseriert. Es kostete 1000 Dollar.

### Markenname Wilcox-Bachle
Das einzige Fahrzeug hatte einen Zweizylinder-Zweitaktmotor. Das Fahrgestell hatte 259 cm Radstand. Das Leergewicht betrug etwa 1134 kg. Zweitaktmotoren waren damals in den USA überwiegend für leichte Fahrzeuge mit bis zu 450 kg Leergewicht verbreitet. Eine Abbildung zeigt einen Tourenwagen.